# Arsheesh
Arsheesh er en fiktiv person i Narnia-serien af C. S. Lewis.Han er en calormensk fisker i Hesten og Drengen

## Biografi
Arsheesh boede ved en lille havbugt langt mod syd i Calormen. De fleste dage sejlede Arsheesh om morgenen ud i sin båd for at fiske, og om eftermiddagen spændte han sit æsel for en kærre og fyldte kærren med fisk og drog en kvart mils vej mod syd for at sælge dem i landsbyen. 
En aften hvor Arsheesh ikke kunne sove gik han udenfor for at få noget frisk luft ved stranden. Her bragte tidevandet en lille båd ind til land. I den var der kun en mand, som var udmagret af sult og desværre død, en tom vadsæk og et barn, der endnu levede. Og der sagde Arsheesh sig til sig selv; 'Uden tvivl må disse stakler have overlevet et stort skibsforlis, og guderne har i deres beundringsværdige miskundhed ladet manden sulte sig selv for at holde barnet i live, til han døde ved synet af land'. Arsheesh tog barnet til sig og kalde ham Shasta. 
Arsheesh blev ikke en særlig god far for Shasta. Han fandt ofte fejl ved Shasta og kunne endda finde på at slå ham. Fejl kunne han altid finde, for han tvang Shasta til at gøre alle mulige pligter, så som at lave mad og reparere fiskenettene. 
En dag kom en tarkan (eller stormand) og gjorde krav på Arsheesh gæstfrihed. De tog hjem til fiskerens hytte og Shasta blev lukket ude i stalden sammen med æslet. Her lyttede Shasta ved døren og hørte at Arsheesh ville sælge Shasta til tarkanen som en slave. Her hørte Shasta også den rigtige historie. Nemlig at han ikke var Arsheesh søn. Tarkanens hest, Bri (som faktisk var en talende hest fra Narnia), fortalte Shasta at tarkanen var en ond mand, og derfor flygtede de begge to sammen.